# Mei Fang
Mei Fang (14 de novembro de 1989) é um futebolista profissional chinês que atua como defensor.

## Carreira
Mei Fang representou a Seleção Chinesa de Futebol na Copa da Ásia de 2015.